# The Tension and the Spark
The Tension and the Spark est le second album de Darren Hayes, paru en 2004. 

## Titres
1. "Darkness"
2. "I Like the Way"
3. "Light"
4. "Pop!ular"
5. "Dublin Sky"
6. "Hero"
7. "Unlovable"
8. "Void"
9. "I Forgive You"
10. "Feel"
11. "Love and Attraction"
12. "Sense of Humor"
13. "Ego"
14. "Boy" (Bonus track sur les éditions japonaise et australienne)